# Сук, Вячеслав Иванович
Вячеслав Иванович Сук (при рождении Вацлав Сук, чеш. Václav Suk; 4 (16) ноября 1861, Кладно, Богемия — 12 января 1933, Москва) — российский и советский дирижёр и композитор чешского происхождения, народный артист РСФСР (1925).

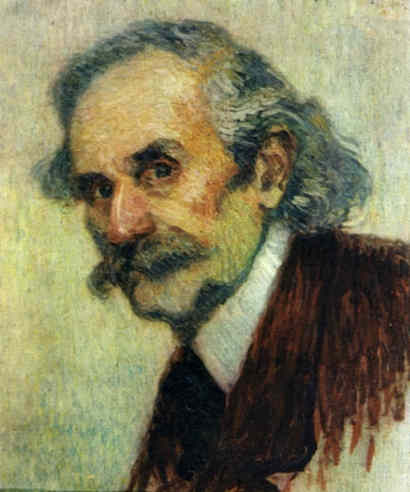
Портрет работы Леонида Пастернака (не ранее 1906 г.)

## Биография
С 1873 по 1879 год учился по классу скрипки в Пражской консерватории у Антонина Бенневица. Одновременно он изучал контрапункт у Йозефа Крейчи и брал частные уроки композиции у Зденека Фибиха.
В 1880 году он отправился в Варшаву в качестве скрипача Варшавского филармонического оркестра, затем стал концертмейстером в Императорском Оркестре в Киеве (с 1880 по 1882 годы).
В 1887 году в Таганроге выступил учредителем музыкальных классов, которые впоследствии послужили основой для Детской музыкальной школы им. П. И. Чайковского, существующей и по сей день.
Более 20 лет работал дирижером в частных оперных труппах Санкт-Петербурга, Сестрорецка, Киева, Одессы, Харькова, Вильно, Минска, Омска, Казани, Саратова, Кишинёва и др. городов. В 1895 году дебютировал в качестве дирижёра (Харьков, «Гугеноты» Мейербера). В Санкт-Петербурге в 1904 году дирижировал мировой премьерой оперы Н. А. Римского-Корсакова «Пан воевода».
В 1906 году Сук возглавил Большой театр, достигнув здесь вершин исполнительского творчества. В Большом театре руководил постановками опер «Каменный гость» (мировая премьера новой редакции в 1906 году), «Осуждение Фауста», «Руслан и Людмила», «Снегурочка», «Сказание о невидимом граде Китеже и деве Февронии», «Евгений Онегин», «Майская ночь», «Золотой петушок», «Валькирия», «Зигфрид», «Кармен», «Лоэнгрин», «Саломея». В 1924 году Станиславский пригласил дирижёра возглавить свою Оперную студию. Сук был главным дирижёром Большого театра и Оперного театра им. Станиславского до конца жизни. Его именем названо одно из фойе Большого театра.
Является дядей летчика-аса Григория Эдуардовича Сука.
Умер в 1933 году. Похоронен на Введенском кладбище (10 уч.).